# John Victor Mackay
John Victor Mackay (* 13. Juli 1891; † 8. September 1945 in Los Angeles, Kalifornien) war ein US-amerikanischer Artdirector und Szenenbildner, der dreimal für den Oscar für das beste Szenenbild nominiert war.

## Leben
Mackay begann seine Laufbahn als Artdirector und Szenenbildner in der Filmwirtschaft Hollywoods 1937 bei einer Verfilmung von Dick Tracy mit Ralph Byrd in der Titelrolle. Im Laufe seiner nur sechsjährigen Tätigkeit in der Filmindustrie wirkte er bis 1943 an der szenischen Ausstattung von über neunzig Filmen mit.
Seine erste von drei Oscarnominierungen in der Kategorie bestes Szenenbild erhielt Mackay bei der Oscarverleihung 1938 für Musicalkomödie Manhattan Merry-Go-Round (1937) von Charles Reisner mit Phil Regan, Leo Carrillo und Ann Dvorak in den Hauptrollen. Seine zweite Nominierung für den Oscar für das beste Szenenbild folgte 1940 für Rache für Alamo (1939), eine Verfilmung des Lebens von Sam Houston unter der Regie von George Nichols Jr. mit Richard Dix, Edward Ellis sowie Gail Patrick.
Die letzte Oscarnominierung für das beste Szenenbild bekam Mackay bei der Oscarverleihung 1941 für den Schwarzweißfilm Schwarzes Kommando (Dark Command, 1940), einer Westernromanze von Raoul Walsh mit John Wayne, Claire Trevor und Walter Pidgeon in den Hauptrollen.

## Filmografie (Auswahl)
- 1937: Dick Tracy
- 1937: Manhattan Merry-Go-Round
- 1938: A Desperate Adventure
- 1939: Woman Doctor
- 1939: Flight at Midnight
- 1939: Rache für Alamo
- 1940: Gangs of Chicago
- 1940: King of the Royal Mounted
- 1940: Melody Ranch
- 1940: Schwarzes Kommando (Dark Command)
- 1940: Three Faces West
- 1941: Sis Hopkins
- 1941: A Man Betrayed
- 1941: The Pittsburgh Kid
- 1943: The Fighting Devil Dogs